# Pfannenberg (Siegerland)
Der Pfannenberg (mundartlich auch Pammerich) ist ein 499,2 m ü. NHN hoher Berg im südlichen Siegerland auf der Grenze zwischen Neunkirchen und Siegen im nordrhein-westfälischen Kreis Siegen-Wittgenstein. Er liegt zwischen Salchendorf und Eiserfeld (Siegen). Im 18. Jahrhundert wurde der Pfannenbergkopf auch Schotteler Spitz genannt.
Der Pfannenberg ist die zweithöchste Erhebung des Nördlichen Hellerberglandes und die höchste auf nordrhein-westfälischem Boden. Zudem stellt er die höchste Erhebung im Stadtgebiet von Siegen dar.

## Bergbau und Aussichtsturm

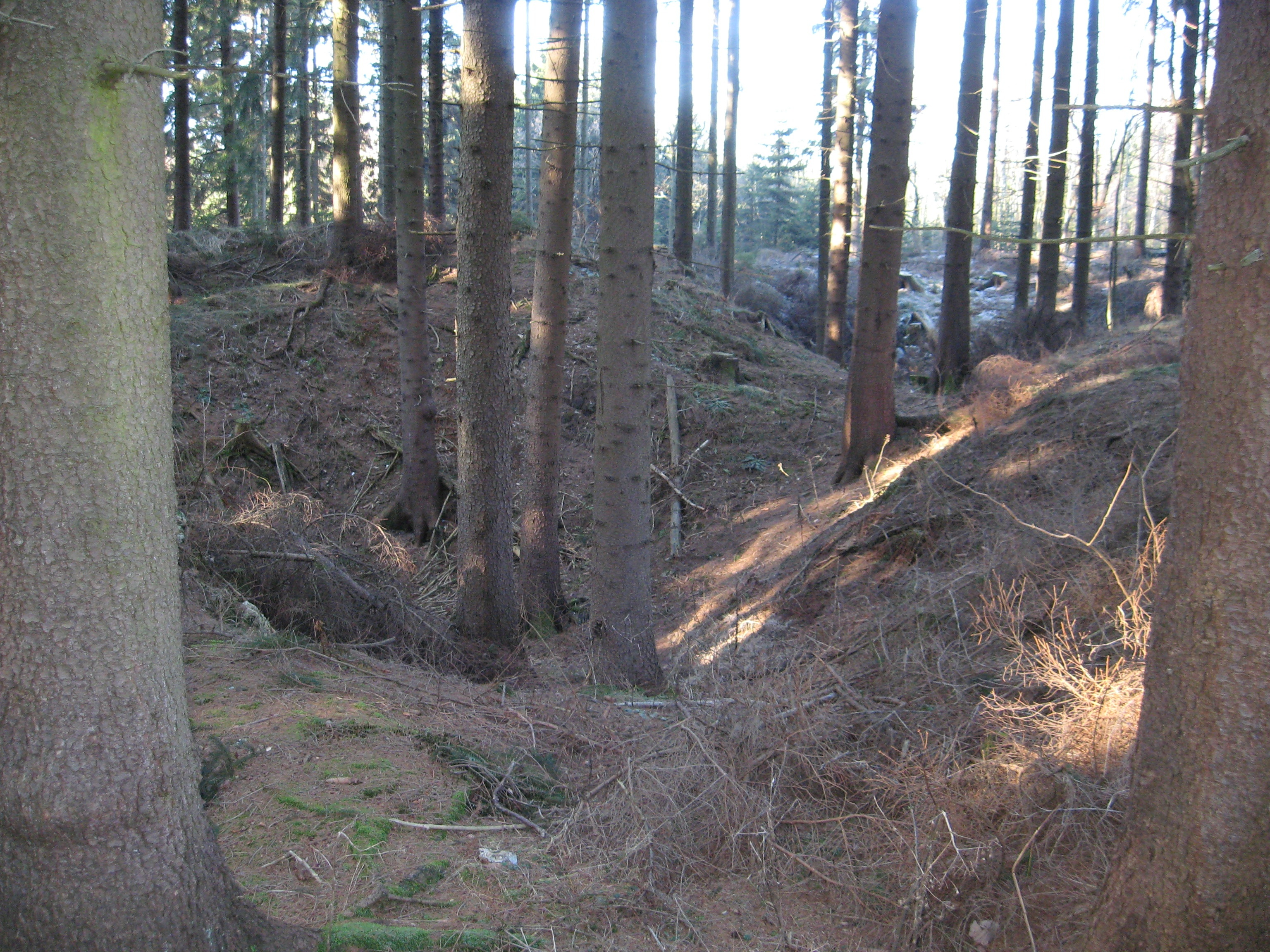
Alte Pingenzüge südwestlich des Aussichtsturmes

Der Berg ist durchzogen von Stollen und Schächten, die größtenteils zur Grube Pfannenberger Einigkeit gehörten.
Auf dem Pfannenbergkopf steht der Pfannenbergturm, ein knapp 20 m hoher Aussichtsturm, der 1934 errichtet wurde. Er ist ein alter Förderturm der Grube, der 1932 nicht mehr gebraucht und schließlich abgebaut wurde. Vom Turm aus hat man einen sehr guten Blick über weite Teile des Siegerlandes und Westerwaldes. Neben Pfannenberger Einigkeit befanden sich auf der Siegener Seite die Grube Eisenzecher Zug (Eiserfeld, WNW vom Pfannenbergkopf) und der Adolfschacht (ebenfalls Eiserfeld, NO von Pfannenbergkopf auf 425 m Höhe). Von 1910 bis 1958 wurde hier Erz gefördert. Er gehörte zur nahegelegenen Grube Brüderbund. Das Gesenk der Grube Schottel und Streitberg westlich des Pfannenbergkopfes war angeblich mehr als 160 m tief und könnte 1812 der erste Schacht der damaligen Gemeinde Salchendorf gewesen sein.
Im Jahre 1747 wurden durch einen Markscheider die Stollen der Gruben Leyer Grube und Poppelszeche im Hoheitsgebiet Nassau-Siegen und Spielmannszeche, Schotteler Zeche, Ochser Zeche und Saltz Rumb im Hoheitsgebiet „Freier Grund, Seel- und Burbach“ (Freier Grund; unterteilt in Seelbach und Burbach) auf ihre Ausdehnung hin untersucht und so der Verdacht des Eisenerzdiebstahls bestätigt. Demnach haben zwei Brüder ohne Genehmigung einen Stollen von der Leyer Grube zur Ochser Zeche hin getrieben und dort unberechtigt Eisenerz abgebaut. Daher kommt vermutlich der Name des späteren Bergwerks Consolidation Ochs samt Streitberg, das ab 1920 zu Pfannenberger Einigkeit gehörte.

## „Schränke“

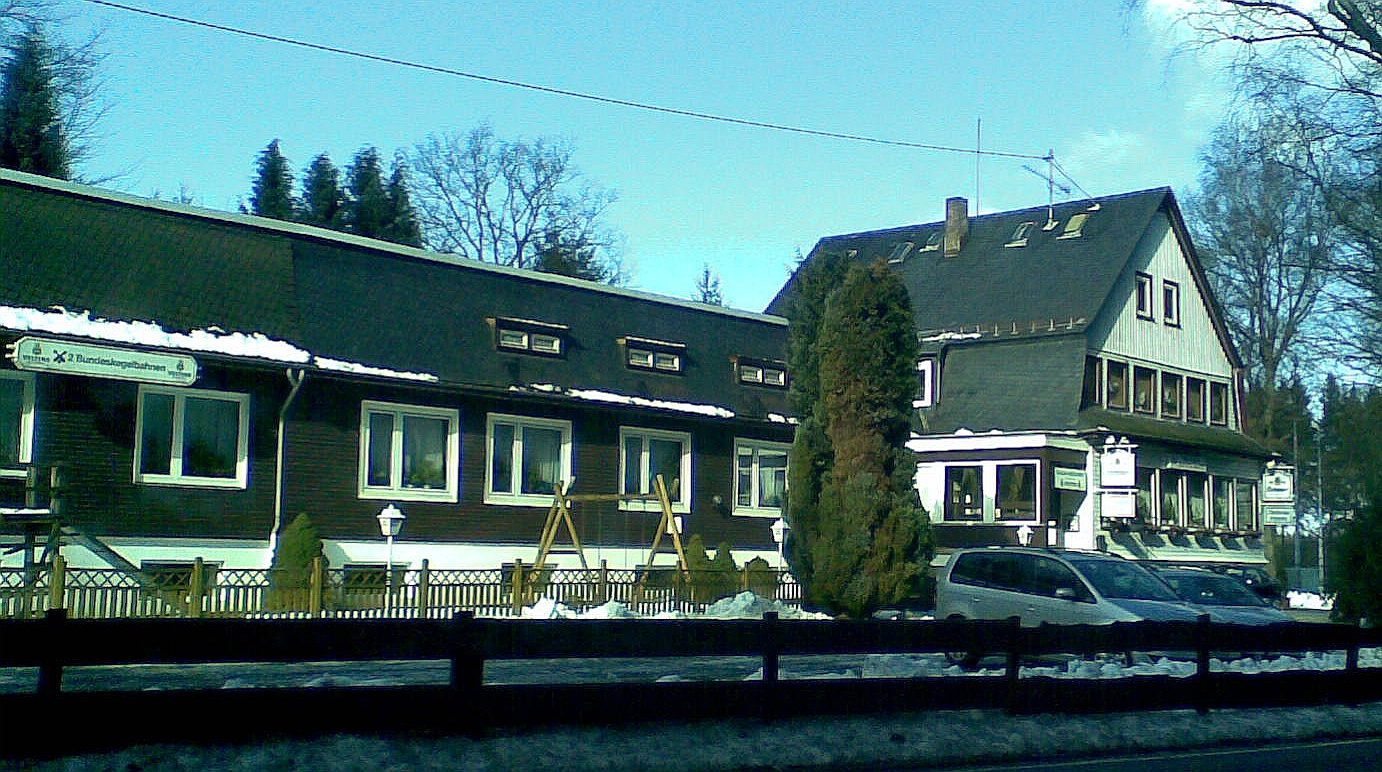
Gaststätte auf der Schränke

An der Verbindungsstraße zwischen Salchendorf und Eiserfeld liegt auf einer Höhe von 387 m die Schränke, ein ehemaliger Grenzübergang am Höhenrücken zwischen Nassau-Siegen und dem Freien Grund. Dieser Punkt liegt an der Grenze zwischen der Gemeinde Neunkirchen und der Stadt Siegen bzw. den Orten Salchendorf und Eiserfeld. 
Auf der Schränke, jedoch schon auf Eiserfelder Gebiet liegen neben einer Gaststätte Sport- und Tennisplätze. Hier zweigt eine kleine Straße ab, die im Eiserner Ortskern auf die dortige Ortsdurchfahrt mündet. Der Pfannenbergturm ist ohnehin nur durch Wandern oder Radfahren zu erreichen, sehr gut jedoch von der Schränke aus.